# 巴赫莱要塞
拜赫拉堡或巴赫拉堡（羅馬化：Qalʿat Bahlāʾ），旧称拜赫莱城堡（UNESCO中文网站译作巴赫莱要塞），是阿曼绿山山脚下四个有历史意义的堡垒之一，位于拜赫拉。拜赫拉曾是纳卜汉王朝的都城，拜赫拉堡就修建于彼时。这座堡垒在1987年列入联合国教科文组织世界遗产名录。
在1987年之前，该地没有进行任何保护工作，使建筑陷入危险境地，每年雨季都会出现部分墙体脱落的情况。

## 世界遗产
巴赫莱要塞于1987年列入联合国教科文组织世界遗产名录，1988年列入濒危世界遗产名录。20世纪90年代初，该要塞开始进行修缮。从1993年至1999年的修复工程一共花费阿曼政府将近900万美元。巴赫莱要塞多年以来一直禁止游客进入，在2004年从濒危世界遗产名录中删除。

### 登录基准
该世界遗产被认为满足世界遺產登錄基準中的以下基準而予以登錄：
- （iv）关于呈现人类历史重要阶段的建筑类型，或者建筑及技术的组合，或者景观上的卓越典范。